# Chasse d'eau
Pour un article plus général, voir Rinçage des toilettes.

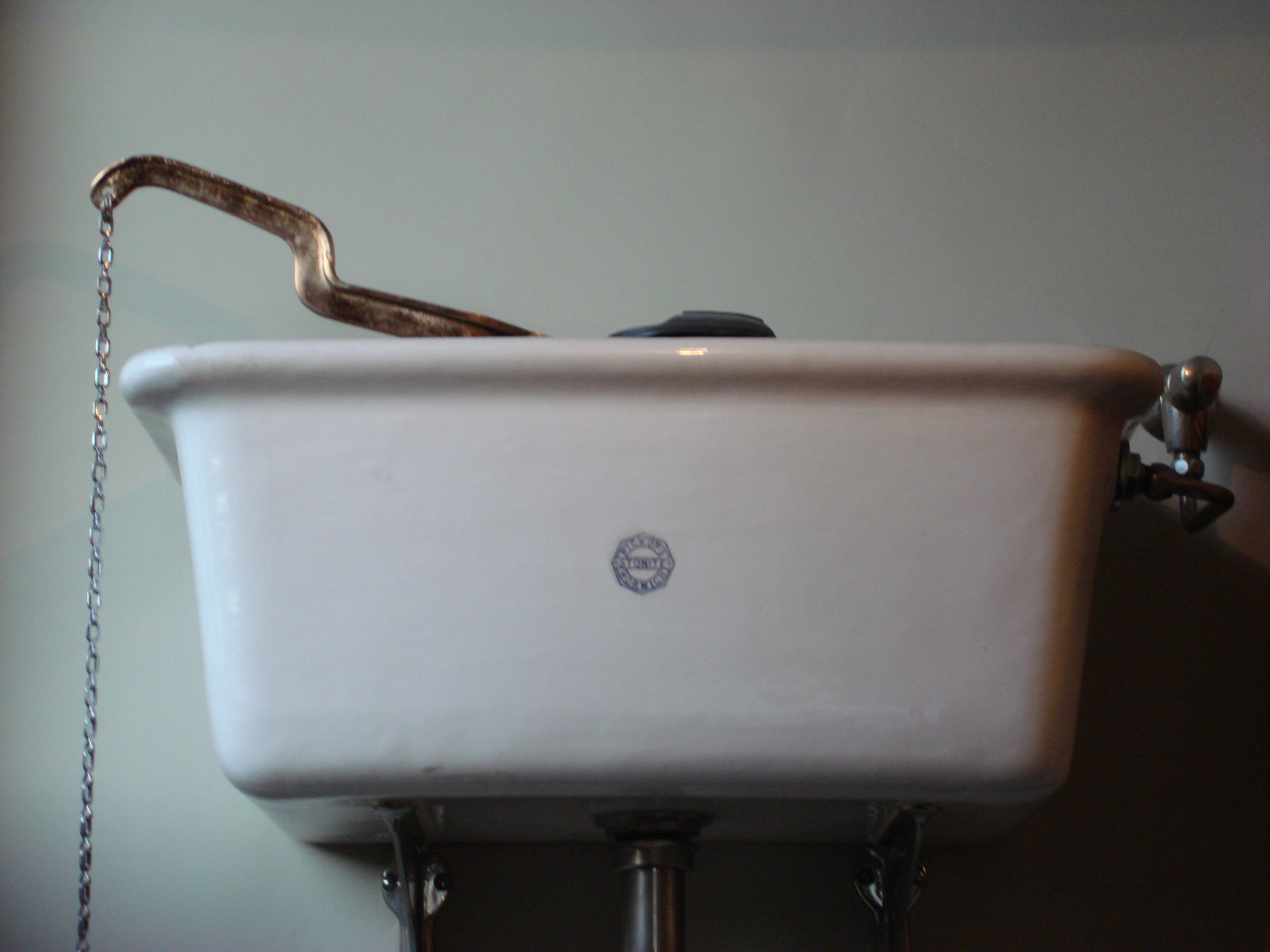
Chasse d'eau au musée Victor-Horta.

Une chasse d'eau est un dispositif de rinçage des toilettes. Son rôle est d'évacuer les excréments de la cuvette des sanitaires. Le fonctionnement d'un tel mécanisme repose sur la libération brutale d'une quantité d'eau préalablement stockée dans un réservoir grâce à la gravité. Ce flux d'eau crée un courant suffisant pour entraîner avec lui les matières fécales et le papier hygiénique.
La chasse d'eau compte parmi les plus grands consommateurs d'eau domestique.
En contexte infectieux, il convient de baisser le couvercle des toilettes avant de tirer la chasse pour limiter la dissémination des germes aérosolisés.

## Principe
Le principe hydropneumatique de fonctionnement d'une chasse d’eau sous pression permet de garder dans le réservoir cylindrique l’eau sous pression et de libérer la quantité d’eau nécessaire en actionnant une manette.

### Mécanismes
Plusieurs mécanismes sont utilisés : tirette, câble ou étrier, à simple ou double flux (avec un ou deux boutons-poussoirs)

#### Mécanisme de chasse siphonique

Schéma simplifié d'une citerne WC siphonique. Le siphon est formé d'un tuyau vertical (1) qui relie le tuyau de chasse (2) à une chambre bombée (3). Un disque perforé (4) recouvert d'une plaque ou d'un clapet souple (5) est relié par la tige de siphonage (6) au levier de chasse (7).

Ce système, inventé par Albert Giblin et courant au Royaume-Uni, utilise un réservoir de stockage similaire à celui utilisé dans le système de clapet à chasse ci-dessus. Ce système à clapet de chasse est parfois appelé système sans clapet, car aucun clapet en tant que tel n'est nécessaire.
Le siphon est formé d'un tuyau vertical qui relie le tuyau de chasse à une chambre bombée à l'intérieur de la citerne. À l'intérieur de cette chambre se trouve un disque perforé, recouvert d'une plaque ou d'un clapet flexible, relié par une tige au levier de chasse.
En appuyant sur le levier, le disque se soulève, l'eau passe par le haut du siphon dans le tuyau vertical et l'écoulement siphonique commence. L'eau s'écoule à travers le disque perforé en passant devant le clapet jusqu'à ce que la citerne soit vide, à ce moment-là l'air entre dans le siphon et la chasse d'eau s'arrête.

L'avantage du siphon par rapport au robinet de chasse d'eau est qu'il n'a pas de laveurs d'étanchéité qui peuvent s'user et provoquer des fuites, il est donc privilégié dans les endroits où il faut économiser l'eau.[citation nécessaire].
Jusqu'au 1er janvier 2001, l'utilisation de citernes à siphon était obligatoire au Royaume-Uni mais après cette date, la réglementation a autorisé en plus les citernes à chasse d'eau sous pression et les vannes de chasse d'eau sous pression (bien que ces dernières restent interdites dans les maisons). Ces valves peuvent parfois être plus difficiles à utiliser qu'une valve de chasse d'eau basée sur un "clapet", car le levier nécessite un couple plus important qu'un système de valve de chasse d'eau à clapet. Ce couple supplémentaire est nécessaire au niveau du levier du réservoir car une certaine quantité d'eau doit être déplacée vers le haut dans le passage du siphon afin d'initier l'action du siphon dans le réservoir. Une fissure ou un blocage du volet flexible recouvrant le disque perforé peut entraîner une panne de la citerne.
Les versions à double chasse de la citerne à siphon offrent une option de chasse plus courte en permettant à l'air d'entrer dans le siphon pour arrêter l'action du siphon avant que le réservoir ne soit vide.
Le système de siphon peut également être combiné avec un caisson d'air pour permettre l'installation de plusieurs siphons dans une seule citerne à auge.

## Histoire
Bien que cette invention soit attribuée à un britannique durant la Renaissance, des historiens ont relevé des traces de toilette à chasse d’eau chez les Minoens, il y a quatre mille ans, chez les Égyptiens, il y a trois mille ans et chez les Romains, il y a deux mille ans. On trouve aussi trace de ce système dans les palais des monarques Aztèques avant l'arrivée des Espagnols.

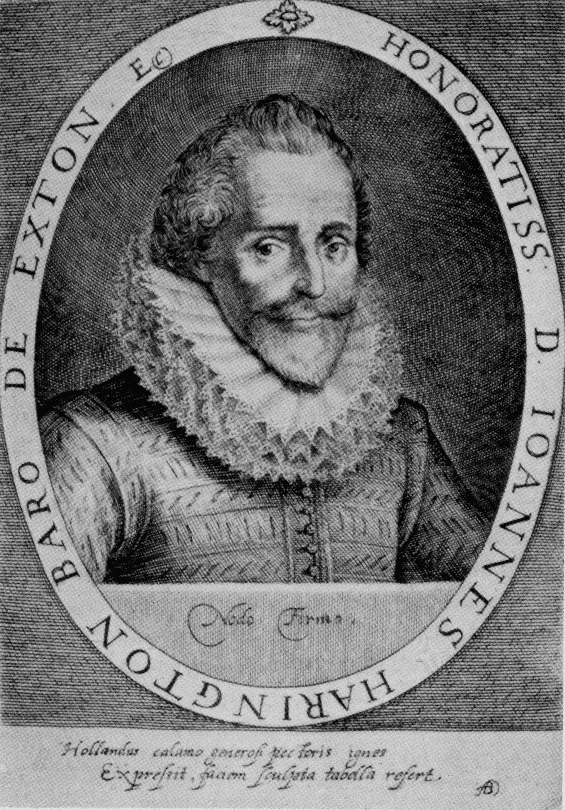
John Harington.

En 1596, le poète anglais John Harington (1561-1612), filleul de la reine Élisabeth Ire d'Angleterre et ancien étudiant du collège d'Eton, inventa le système moderne de chasse d'eau pour nettoyer les toilettes de sa maison de Kelston. À l'époque, on utilisait des pots de chambre. C'est à la demande de sa marraine, la reine d'Angleterre, lasse de sentir les odeurs qui émanaient de ses toilettes qu'il imagina une chasse d'eau rudimentaire : il installa une chaudière d'eau sur le toit de la résidence et un long tube reliait la chaudière aux toilettes. Il suffisait d'actionner un robinet pour laisser couler l'eau dans la toilette pour ensuite évacuer les excréments dans une fosse septique. Il nomma sa première chasse d'eau l'Ajax, mot dérivé de « a jakes », jakes étant un ancien mot argotique pour « toilette ».

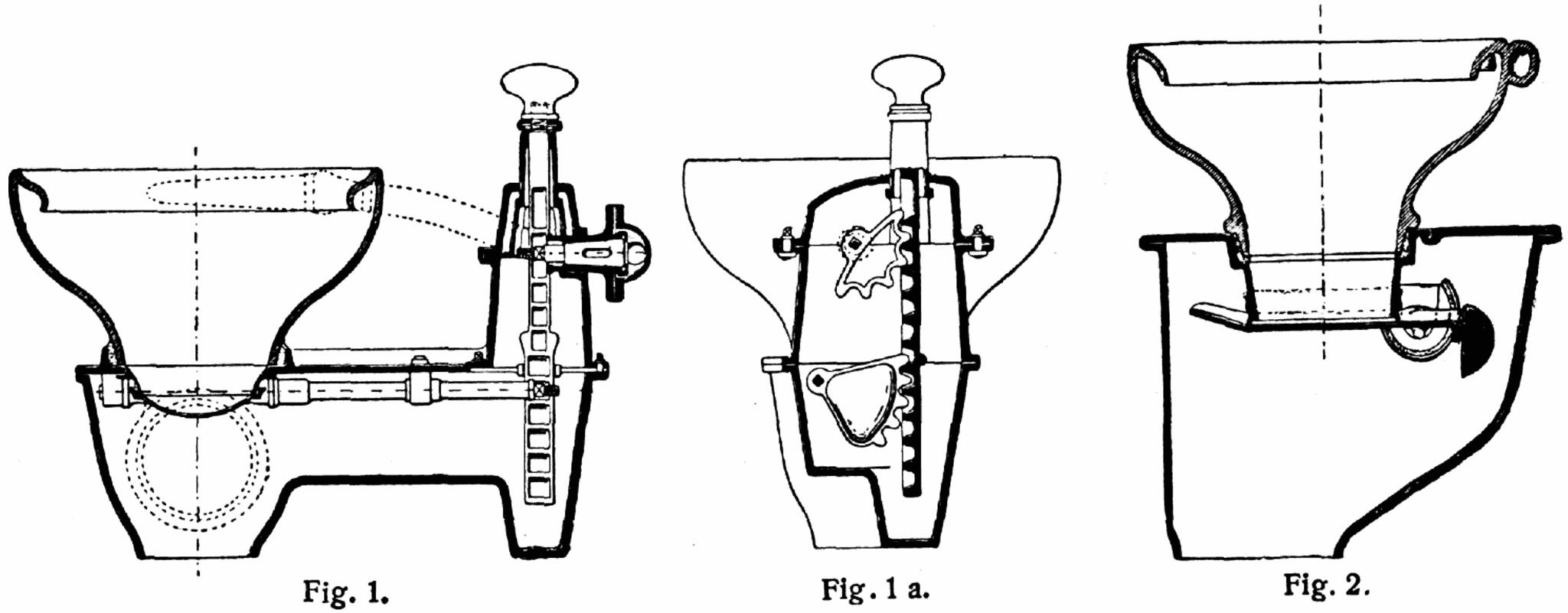
La chasse d'eau imaginée par Joseph Bramah à la fin du XVIII répondait au problème posé par le gel de l'eau stockée (source : « Lexikon der gesamten Technik » d’Otto Lüger, 1904).

Il fallut attendre 1775 pour qu'Alexander Cumming dépose un brevet. En 1778, Joseph Bramah inventa le mécanisme à clapet anti-retour et siphon utilisé encore de nos jours. Cette invention se diffusa à la fin du XIXe siècle, avec l'arrivée de l'eau courante dans les appartements.
En 1950, Claudius Griffon mit au point une chasse d'eau sous-pression dénommée « hydrochasse » et lui donna son nom.
En 2009, Noberto Neves dépose un brevet et invente la première chasse d'eau sans clapet joint pour supprimer les fuites d'eau à cet endroit. Cette invention reçoit la Médaille d'Or au Concours Lépine 2009.[réf. nécessaire]
L'expert en eau, Anouar El Guetiti dépose un brevet en 2011 pour un mécanisme d'électro-vanne sur les chasses sous-pression, afin d'en limiter les dysfonctionnements mécaniques liés aux utilisateurs.

## Hygiène
Les WC et la chasse d'eau, promus par les hygiénistes, ont été sources de grands progrès. Mais ils peuvent poser des problèmes en présence de certains malades (maladies contagieuses par voies fécale-orale) ou en cas d'évacuation de déchets bio contaminants : 
- Au milieu des années 1970, les études bactériologiques du Pr. Charles P. Gerba de l'Université d'Arizona[12] montrent que des microgouttelettes et aérosols projetées hors de la cuvette lorsque la chasse d'eau est tirée se retrouvent encore en suspension dans l'air à parfois plusieurs mètres de distance et plusieurs heures après que la chasse d'eau ait été tirée. Or il est d'usage dans les hôpitaux de jeter dans les toilettes les fluides corporels et excréments des malades, sans les désinfecter ; et les diarrhées, urines contaminées, et le vomi de malades, ou des eaux de lavage de sol, (aussi fréquemment évacué dans les toilettes) sont particulièrement propices à la formation de microgouttelettes et d'aérosols riches en biocontaminants bactériens infectieux au moment de la chasse d'eau.

- En 1992, une étude montre que l'ajout d'un surfactant à l'eau de chasse d'eau diminue la formation d'aérosols par la chasse d'eau[13].

- En 2014 après que le virus Ebola ait été importé d'Afrique aux Etats-Unis, l'Institut de santé publique de l'armée américaine a imposé à ses unités de soins de traiter les déchets dans les toilettes en y versant d'abord une tasse de solution  contenant au moins 5% d'eau de Javel pure en la faisant couler sur les parois de la cuvette comme on le ferait pour un nettoyant liquide/gel pour cuvette de toilette (d'autres recommandations utilisaient de l'ammonium quaternaire à faible teneur en alcool), en laissant un temps de contact d'au moins 15 minutes, tout en couvrant la cuvette, puis de tirer la chasse d'eau[14]. Après ce rinçage, une solution d'eau de Javel (1:10) est pulvérisée avec un flacon pulvérisateur sur les surfaces du W-C (siège, poignée, couvercle, cuvette intérieure, extérieur de cuvette, dossier, etc.), puis ces surfaces sont entièrement essuyées avec une lingette (le but de la lingette étant d'étaler le spray, n'importe quel type de lingette disponible peut être utilisée puis jetée avec les déchets à risque infectieux [14]

- En 2018, un nouvel article[réf. nécessaire] basé sur une expérimentation utilisant un « colophage » comme marqueur de contamination virale à partir d'excréments, montre que des gouttelettes riches en virus se déposent sur les surfaces proches des W-C lorsque du « matériel infectieux non traité » y est évacué par une chasse d'eau. 
Le phénomène de dépôt est d'autant plus marqué que la surface est proche de la cuvette des toilettes, et notamment sur le siège des toilettes et le bord de la cuvette. 
Cette même étude montre que le dépôt de microgouttelettes est considérablement réduit (p <0,05) si les déchets contaminants ont été préalablement traités (« 15 minutes ou plus ») dans la cuvette par un biocide à base d'acide peracétique, d'ammonium quaternaire (surfactant) et de chlore, avant le rinçage. Par contre le peroxyde d'hydrogène n'a que très peu réduit la dispersion de virus dans la cuvette des toilettes lors de la chasse d'eau. Selon ce travail le mélange acide peracétique + ammonium quaternaire serait le plus efficace (après au moins 15 min de contact).
Mais ces produits peuvent aussi négativement affecter le fonctionnement d'une fosse septique ou d'une station d'épuration si utilisés dans un grand nombre de WC.

- En juin 2020, dans le contexte de la pandémie de COVID-19, trois scientifiques chinois ont modélisé (via un logiciel de dynamique des fluides) ce qui se produit dans la cuvette d'un W-C quand on tire une chasse d'eau.
Leur modélisation montre qu’activer la chasse d'eau (lors d'un rinçage « à entrée unique », et pire encore lors d'un « rinçage annulaire »), entraine un « transport ascendant et massif de particules virales aérosolisées » (avec 40 à 60 % de ces particules s'élevant au-dessus du niveau du siège des toilettes). Une vitesse ascendante atteignant 5 m/s dans la cuvette permet une propagation du virus à grande échelle dans l'air intérieur de la pièce, avec « 0 à 60 % du nombre total de particules pouvant s'élever (…) à 106,5 cm au dessus du sol »[15].
« Même dans la période post-rinçage (dans les 35 à 70 secondes après le dernier rinçage), la vitesse ascendante des particules diffusées peut atteindre 0,27 à 0,37 cm/s, et elles continuent de grimper »[15]. Pour une quantité d'eau et une énergie potentielle gravitationnelle identiques, le rinçage annulaire contribue plus à propager le virus[15].
Selon les auteurs « les résultats de la simulation sont alarmants »[15]. Ils engagent les fabricants à rechercher un système de chasse plus sûr et recommandent — pour « une utilisation plus sûre des toilettes » — de baisser le couvercle des toilettes avant de tirer la chasse, de nettoyer le siège des toilettes avant de l'utiliser et de bien se laver les mains (le virus peut être présent sur le bouton de rinçage et la poignée de porte)[15].

- Une autre étude[16], publiée dans la revue Nature en juin 2020, faite dans les hôpitaux de Renmin, à l’hôpital Fangcang de Shelter et dans les zones publiques environnantes de Wuhan, en Chine, a mis en évidence des traces d'ARN du SARS-CoV-2 dans l'air intérieur des « toilettes mobiles » utilisées par les patients (19 virus par m3, à comparer aux 18 à 42/m3 trouvés dans les salles de retrait des vêtements de protection du personnel médical)[16] (Ces toilettes individuelles temporaires étaient une cabine occupant environ 1 m2 au sol, placée dans une zone sans ventilation. Le SARS-CoV-2 en suspension dans l’air pouvait à la fois provenir de l'haleine des patient(e)s ou de l’aérosolisation d’excréments au moment du tirage de la chasse d’eau)[16]. D'autres coronavirus tels que ceux du SRAS et du MERS présentaient des capacités de transmission fécales-orales[17],[18].

## Écologie

### En France
Selon le centre d'information sur l'eau (C.I.Eau) qui reprend les chiffres de l'INSEE, un foyer français estimé à 2,5 personnes en moyenne, utilise 329 litres d’eau par jour soit, globalement, une utilisation de 120 mètres cubes par an. Ce chiffre peut cependant différer sensiblement en fonction du niveau de revenu, de l'âge, du mode de vie et du type de population au niveau géographique et culturel.

### En Belgique
En Belgique, les toilettes représentent 35 % de la consommation en eau potable. Le second poste le plus important sont les douches et bains.

### Utiliser l'eau de pluie

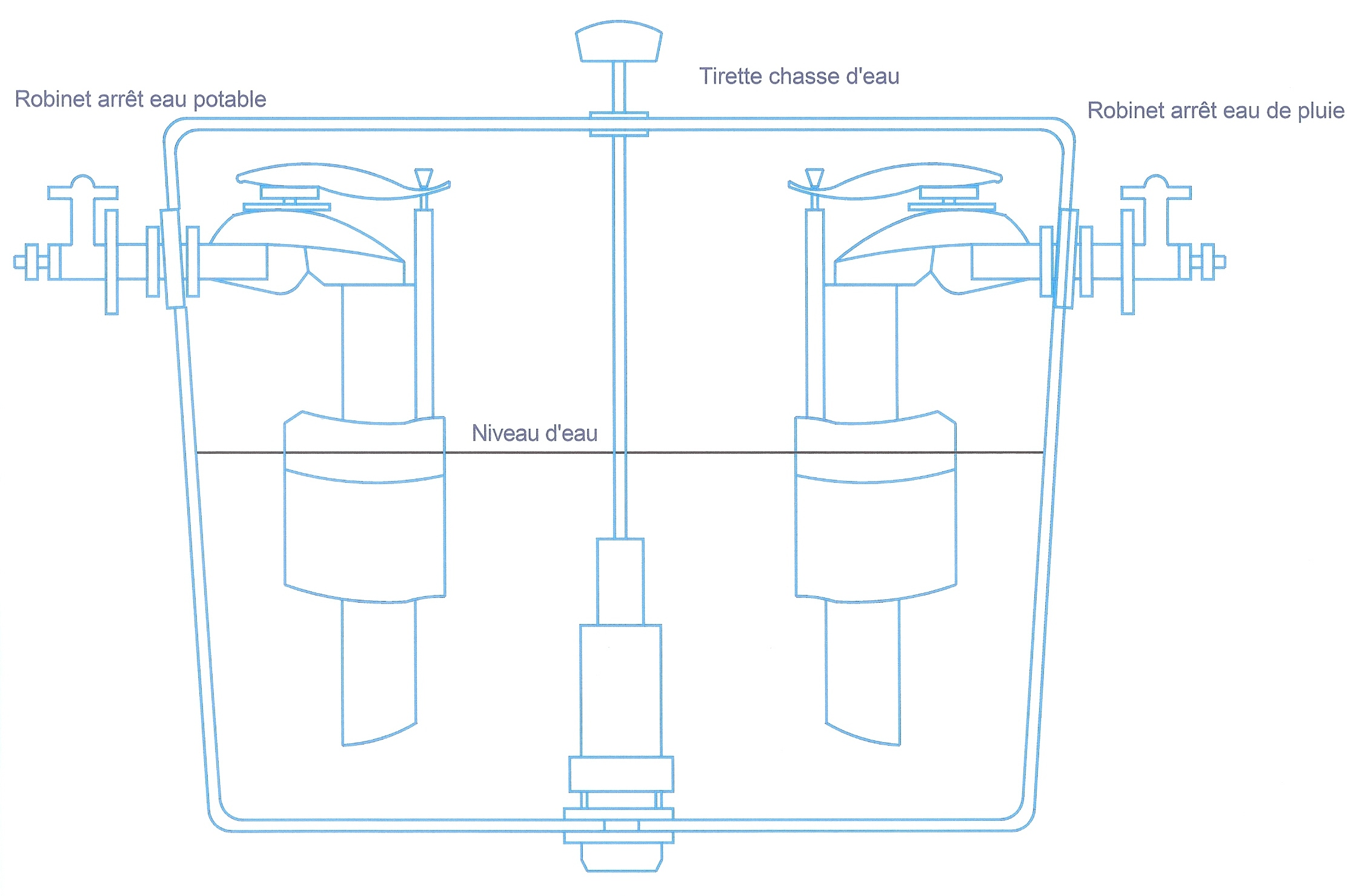
Le remplacement du flotteur horizontal par deux flotteurs verticaux permet d'alimenter la chasse d'eau par l'un ou l'autre des deux circuits sans nécessiter de déconnexion.

La récupération d'eau de pluie consiste en la mise en place d'un système pour stocker l'eau pluviale et l'utiliser, par la suite, de manière collective ou individuelle.
Elle nécessite une installation qui peut varier dans sa complexité suivant l'utilisation finale (à but de consommation comestible ou non).
L’eau de pluie légèrement purifiée peut servir à quantité d’autres applications. On peut facilement utiliser l'eau de pluie pour les toilettes, l'arrosage du jardin, le nettoyage, ou la lessive.

### Chasse d'eau économe en eau
| Solution                                  | Consommation (en m3/pers./an) |
| ----------------------------------------- | ----------------------------- |
| réservoir 9 à 12 litres                   | 20 à 26 m3                    |
| réservoir 6 à 9 litres                    | 13 m3                         |
| réservoir 6 à 9 litres double touche      | 8,8 m3                        |
| réservoir 2,5 à 4 litres avec booster     | 6 m3                          |
| Toilettes sèches                          | Moins de 1 m3                 |
| Toilettes à litière biomaîtrisée (ou TLB) | Moins de 1 m3                 |

- La plupart des toilettes sont encore équipées de réservoir de 9 à 12 litres. Les chasses d'eau plus récentes sont plus réduites (6 à 9 litres) et permettent de réduire la consommation d'eau.
- Si le réservoir est muni d’une double touche, on peut sélectionner le volume d’eau consommé : 6 litres pour un grand rinçage, 3 litres pour un petit rinçage. Si le réservoir est muni d’une touche « rinçage/arrêt » on décide de la quantité d’eau utilisée.
- Certaines chasses plus perfectionnées sont munies d’un réservoir de 2,5 à 4 litres et d’un accélérateur de débit (booster) dans les conduites d’évacuation. Le « booster » permet d’éviter que les canalisations ne se bouchent. Dans ce système, un siphon permet d’évacuer d’un seul coup tout le contenu du réservoir. Pour ce système, en cas d’une rénovation, il faut adapter les tuyaux d’évacuation. (Consommation 6 m³/personne/an).
- Les hydrochasses ne se vident que le temps où elles sont actionnées (pas de temporisation mécanique). L'utilisateur peut donc arrêter la chasse dès que la cuvette est rincée/nettoyée.

#### Toilette sèche

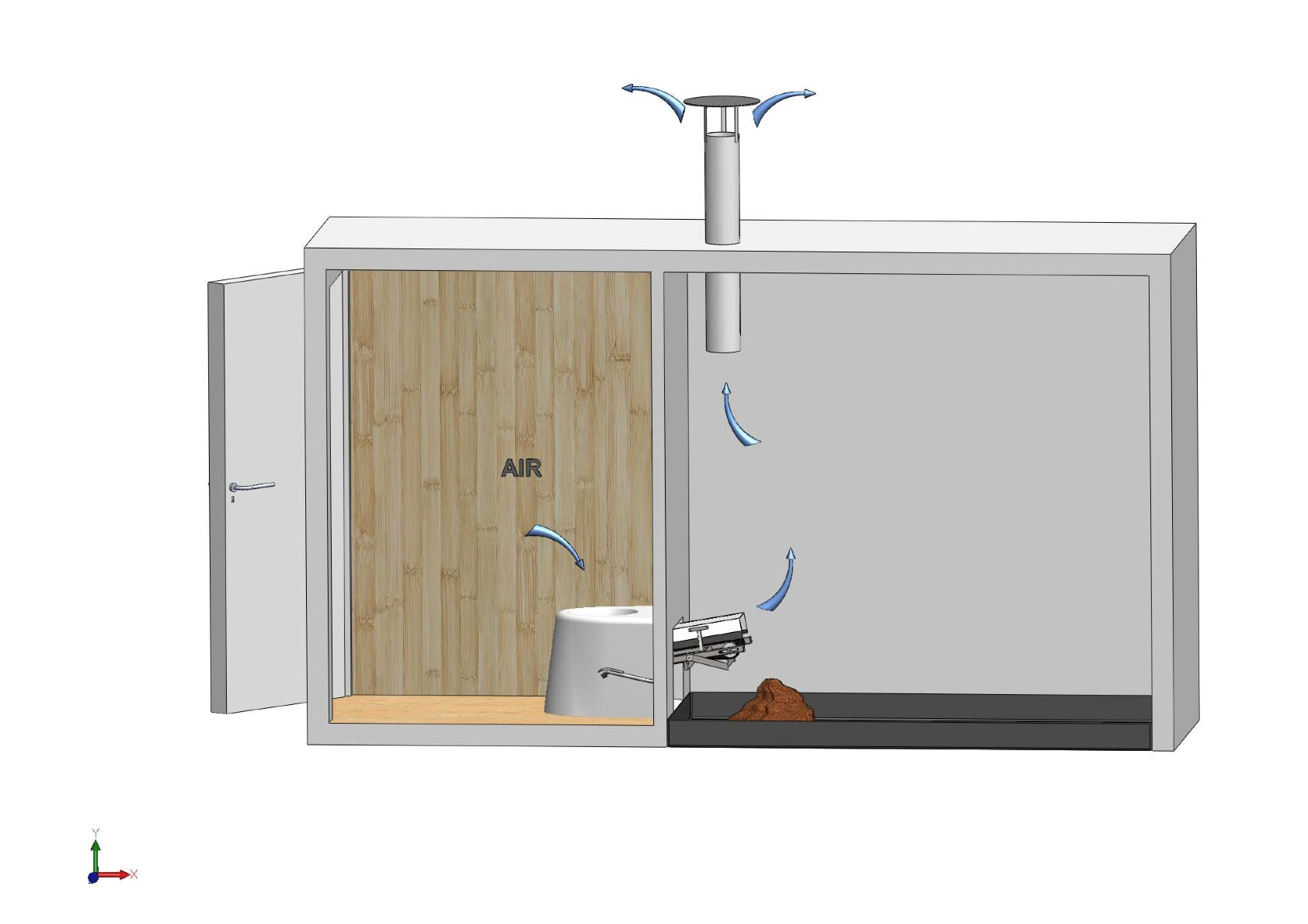
Principe de la toilette sèche.

Les installations de toilettes sèches ne présentent aucun mécanisme de chasse d'eau ; elles ne consomment donc pas d'eau et ne nécessitent pas de raccord à l'égout.
Les toilettes sèches consistent en une cuvette spéciale installée sur un réservoir de compostage dans lequel les excréments sont mis à composter. L’humidité provenant de ceux-ci produit de la vapeur qui est évacuée par un système de ventilation. Une fois par an environ, le compost (quelques seaux) doit être évacué.

#### Toilettes à litière biomaîtrisée (ou TLB)
Les TLB sont des toilettes où l’on ajoute aux selles quotidiennes un substrat organique riche en carbone (sciure de bois, végétaux broyés) afin d’obtenir un mélange semi-solide facile à composter....

#### Toilettes sans joints à chasse rotative

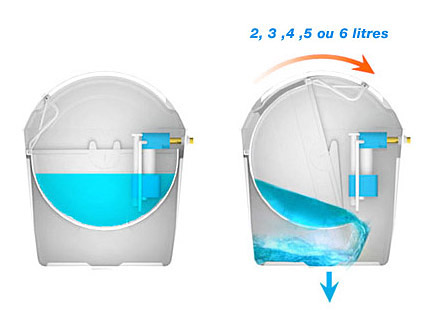
Chasse d'eau sans joints rotative.

.Les toilettes avec chasse d'eau rotative permettent de ne plus avoir de micro-fuites d'eau dans les toilettes causées par l'usure ou l’entartrage des joints de chasses d’eau :  type à cloches.
Elles s'installent sur tous types de sièges de toilettes fixés au sol, la chasse d'eau rotative est un baquet où l’eau de la chasse est stocké, celui-ci situé en interne de la partie haute du réservoir qui pivote sur son axe par action manuelle d'un bras de levier. L'eau tombe de plus haut et permet à ce type de chasse de garder la même puissance avec moins d’eau. Optimisée pour 5 litres, cette chasse évacue au choix de l'utilisateur entre 1 et 5 litres 

#### Adapter son ancienne chasse
L'ancienne pratique qui consistait à mettre une ou plusieurs briques ou bouteilles préalablement remplies dans le réservoir, afin d'économiser à chaque tirage de la chasse d'eau, l'équivalent du volume occupé, a été rendu obsolète par une meilleure conception des cuvettes. De plus l'eau manquante risque de rendre la chasse inefficace, entraînant ainsi un deuxième tirage de la chasse. Il est donc plus économique de remplacer l'ancienne installation par des WC modernes.

#### Aspirambo
Les grands ensembles HLM des années 1960 bénéficiaient déjà de WC spéciaux, les aspirambo, n'utilisant que 7 litres d'eau.